# Независно позориште Пакистан
Независно позориште Пакистан је пакистанска позоришна компанија и организација извођачких уметности са седиштем у Лахору, основана у марту 2012. године. Групу води оснивач, писац и редитељ Азем Хамид. То је најмлађа позоришна компанија у континуираној продукцији која је наступала међународно и у Пакистану. Од свог оснивања, група је извела преко двадесет и пет позоришних продукција.
Група првенствено наступа на урду језику, али је такође радила позоришне представе на енглеском и панџаби језику. Они су се изузетно фокусирали на оживљавање урду литературе у Пакистану. Независно позориште Пакистан тежи да ради на развоју младих у Пакистану кроз креативне и изведбене уметности.
Независно позориште Пакистан произвело је оригиналне позоришне представе попут Аваза (дословни превод: Глас), психолошког трилера и сатиричне кратке представе Кутај (дословни превод: Пси). Такође, адаптирали су дела напредних јужноазијских писаца попут Садата Хасана Мантоа, Рајндера Синга Бедија, Крисана Чандера, Имтиаза Али Таја, Асфака Ахмеда и Мерзе Адеба.

## Историјат

### Основање
Компанију су основали 2012. године Азем Хамид и Даниал Сиед, а она сада послује по свим позориштима у Лахору: Алхамра уметничка организација и Али аудиториум (за класичне драме и музику Урду језика и са Бродвеја) и различитим образовним институтима (за позоришне радионице и кратке представе).
Њихова прва позоришна продукција Хатак (буквално значење: Увреда), представила је модну манекенку и глумицу Зару Перзаду у главној улози заснована на краткој причи познатог урдуистичког писца Садата Хасана Мантоа, постављеној у новембру 2012. и добио позитивне критике критичара. Након тога уследила је група која је сарађивала са уметничким школама на позоришној представи Дарееча, која је заснована на списима представе Куртаба Ка Кази коју је написао Имтиаз Али Тај.

### Ране године
У 2013. години, група је започела своју годину са две краткометражне представе; Дастак, представа коју је написала Мерза Адеб и Авааз (Глас) у сарадњи са Лахор Грамар школом, која је  освојила две награде, за најбољу глуму и споредне глумачке улоге. Тај успех касније је уследио распродатом изведбом позоришне адаптације представе Асхфак Ахмеда „Фехмида Ки Кахани”, а представу су хвалили многи књижевници, укључујући Ајуба Кхавара. Група је наставила да изводи класичну сатиру  од 4. до 6. октобра 2012. и добила је позитивне критике. Истог месеца Азем Хамид режирао је Кутај, сатиричну представу као изругивање друштву. Представа је освојила награду Имтиаз Али Тај на фестивалу који се одржава у Лахору у Пакистану.

### Међународни успех
Године 2014. група је приредила неколико представа, као што је Џелум Мејн Наупар у којој је играла сценска глумица Амтул Бавеја, а представа је адаптација чувеног филма  Дванаест љутих људи. Током лета је група отпутовала на своју прву међународну турнеју на 2. међународној конвенцији, одржаној у Ченају у Индији где су сарађивали са координатором Марги Маду на класичној санскртској позоришној предстаи  Ангулианкам (Златни прстен) у јуну 2014. године.
У децембру 2014. године је компанија наставила да производи њихову најпознатију позоришну представу Камра бр. 9 (Соба бр. 9), радио драму коју је написао Садат Хасан Манто и режирао Азем Хамид. Представа је била добро прихваћена од стране критичара и публике, а Дејли Тајмс је написао „Камра # 9 ... мистериозни мјузикл је најбољи пример Урду театра“.  Шоаб Ахмед из часописа Ден Њуз написао је да је представа имала тако снажну продукцијску вредност да је публику држала на својим местима до краја.
Књижевни комад био је дубоко и смислено прилагођен представи.Током интервјуа за Експрес трибјун редитељ Азем Хамид рекао је: „Визуализација и стварање осећаја за Делхи из тридесетих година 20. века био је огроман изазов; прошетали смо око Јандера у Индији да бисмо добили инспирацију за сценографију Камра # 9." Блог Мајни-Нама осврнуо се на перформанс и истакао: „Гарнитура је била прилично скромна - реалистична са старим радиом, телефоном и столицама. Нешто касније била сам сведок квалитетне расвете коју је урадио Шакил Сидику, који је буквално подесио темпо игре са класичним светлима". Дневни лист Њуз је тада написао: "Камра # 9 пружила је увид у човекovu сложеност. " Ализа Расул, списатељица и критичарка магазина Јулин, известила је да је хвалила представу док је писала,„ Прво, Манто радио је био освежавајући избор, јер је то један од мање познатих жанрова које је Манто компоновао током свог кратког животног века. Друго, представа је била веома добро одиграна, и што је најважније, режија је била равномерна, што је представу учинило добром", додајући :„Након успеха у Пакистану, компанија је наставила да изводи Камру бр. 9 у Западном Бенгалу у Индији, како би промовисала мир између две граничне државе. Током интервјуа за Телеграф, „Последњих неколико година, позоришни и културни активисти протестују на различите начине против фанатизма, покушавајући да науче људе из руралних средина, организују радионице у школама и факултетима и приређују улична позоришта. Надали су се да ће се постепено створити мирна атмосфера. Директор компаније Азеем Хамид добио је награду из општине Сантипур за сценарију и режију Камра бр. 9 у Западном Бенгалу.
Године 2015. режисер Азем Хамид рекао је у интервјуу за часопис Ми авсом да је „одлучио да повећа Независно позориште Пакистана. У децембру 2015. године је група снимила сет од три позоришне представе, 3 Каханиан (Три приче) у којима је Бу (Одор) била оригинална представа коју је написала дипломирана студенткиња Универзитета Регина, Аиша Мохсин. Часопис „Пакистан Данас” известио је да је Каханиан добио мешовите критике од стране критичара, док је Фаизан Јавед из часописа Нација похвалио представу пишући: "Непосредни одговор публике одређује квалитету представе у позорници. А када је у питању друштвена порука за публику је утицај непрекидан.

## Афирмисаност позоришта
Компанија је у марту 2016. године продуцирала позоришну адаптацију представе Нејла Симона, Гласине, коју су хвалиле и подржале познате личности и филмске звезде попут Аге Али, Сибил Ковдри, Пунам Анвар, Рејчел Гил и комичара Али Суфиан Васифа. Представа је била у потпуности распродата. Убрзо након тога, чланови тима компаније су учествовали и водили делегацију на Четвртој међународној конвенцији. У септембру 2016. године је Универзитет за ветеринарство и животињске науке био домаћин тродневног програма позоришних радионица, на којем су одржана предавања чланова тима групе, укључујући Азема Хамида и Фаиза Расола. Циљ радионице био је фокусирање на окупљање талентованих ученика на једној платформи и развијање њихових позоришних вештина како би могли да истраже и науче основне концепте позоришта у новом медију како би преточили своје изражавање.
Дана 20. октобра2016. године Хамид је најавио да ће компанија режирати и продуцирати три позоришне представе комедија које укључују Арсен и Стару чипку, Трчање за своју жену и Свет око 80 дана. У интервјуу за Дејли Пакистан, Хамид је истакао да је узбуђен и да се радује новембру. Пробе су ових дана у пуном замаху у Лахоре гмумачкој школи, а након тога ћемо прећи на пробе у другој школи. Биће то остварење снова за љубитеље позоришта, док настављамо да радимо на оживљавању позоришне културе у Пакистану, рекао је Азем Хамид, директор компаније. Нејшн је известио да ће компанија 19. новембра 2016. године у Лахору у Пакистану представити чувену црну комедију Јозефа Кеселринга, под називом Арсен и стара чипка.
Дана 25. новембра 2016. године, Сана Гилани из Дневног Пакистана објавила је преглед представе „Арсен и стара чипка” која је уприличена 19. новембра, рекавши да је „Независно позориште извело невероватно урнебесну представу”, додајући да је „Азеем Хамид из Независног позоришта Пакистан дао најбоље од себе и режирао адаптацију представе”. Недељу дана касније, Фајз Расол режирао је репризу комедије Рај Кунијаа, која је добила аплауз и уважавање публике, позитивне критике. Дејли Пакистан је представу назвао изузетним успехом. У децембру 2016. године је група основала Национални центар Пакистана у савезу са професионалцима који се баве позориштем за децу и младе у Пакистану, са циљем да следеће године буде домаћин фестивала извођачких уметности у Лахору.

### Наставак успеха (2017—2018)
Тим независног позоришта Пакистан најавио је да ће бити домаћин и организотор највећег дечијег уметничког фестивала, Тамаша, који се одржао 7., 8. и 9. априла 2017. године у уметничком већу Алхамра, у Лахору, Пакистан. Даун је 7. априла током отварања свечаности известио да Фестивал представља позоришне представе за младе, радионице за обуку предстојећих режисера, мајсторске радионице међународних тренера за локалне уметнике и дискусијске за ширу јавност.
Дана 19. маја 2017. године, компанија је продуцирала позоришне адаптације филма Пут око света за 80 дана и Јулије Цезара од Вилијама Шекспира у режији Сиед Шабе ул-Хасана. Након тога уследиле су успешне позоришне представе „Непарни пар“ Нејла Симона у режији Аема Хамида.
У пролеће 2018. године године Независно позориште Пакистан водио је Макбет. Дана 12. маја 2018. Независно позориште Пакистан сарађивало је са Харсук глумачком школом. Компанија је 15. новембра 2018. године продуцирала позоришну адаптацију представу Мумтаз Муфтија у сарадњи са глумачком школом у Лахору, у режији Нурулана Басита и Заинаба Музафара.

## Едукација
Позоришне радионице Независног театра Пакистан користе уметност глуме и приповедања као модел за креативно размишљање уопште. Директор компаније Азем Хамид у радио интервјуу рекао је: Поучавање креативним изразима попут позоришта игра важну улогу у изградњи вештина самопоуздања, унапређењу лидерских квалитета и оснаживању емпатије код деце". Група је интензивно сарађивала са водећим приватним и јавним образовним установама као што су Лахоре гимназија, Градска школа, Бејтхаус школски систем, Национални универзитет Бејтхаус, Савез за учење, Институт пословне администрације, Карачији и са непрофитним организацијама попут Рабта за промоцију позоришта и књижевности у Пакистану.
Чланови компаније представљени су у документарном филму који је емитован у телевизијској емисији Кахани Пакистани из Урду гласа Америке, а домаћин је била Ајеша Гилани, где су говорили о „Важности театра и како је уметност одраз живота у Пакистану", у јануару 2016. године.
Компанија наставља да нуди вишенедељне радионице и часове појединцима који желе да се истакну у позоришној продукцији, перформансу и образовању; пружа платформу за младе амбициозне пакистанске уметнике да се истакну у својим креативним подухватима. Азем Хамид у интервјуу за Мај Војс, рекао је: Тренутно проводимо обимна истраживања културе извођачке уметности у Пакистану. Изводимо иновативни позоришни програм усмерен на младе и генијалан наставни план и програм широм земље. Наше продукције су усредсређене на пакистанске вредности са нагласком на стварање културалног дијалога средствима креативног изражавања".
Као део Националног центра АССИТЕЈ Пакистан, компанија је била домаћин и организовала 7. издање годишњег АССИТЕЈ Азијског скупа који се одржао у Лахору од 6. до 7. априла 2017. године. Следило је организовање фестивала Тамаша који је представио 8 позоришта, плеса и музике представе професионалних група, 21 позоришни перформанс по школама и 10 радионица ликовне уметности за децу и младу публику са 8 дискусијских сесија о извођењу уметности и позоришта за децу и младу публику са познатим личностима. У марту 2018. године, организација је угостила први програм АССИТЕЈ, резиденцијални програм у Лахору у Пакистану.

## Награде и признања
Независно позориште Пакистан освојило је награде „Најбоља споредна улога“ и „Најбољи глумац“ на фестивалу Хумора у Лахор глумачкојј школи 2013. године. Компанија је освојила награду „Имтиаз Али Тај“ за своју представу Кутај у Лахору након чега и награду “За најбољу игру и најбољег глумца“ на БНУ Фестивалу 2014. годибе. Прва међународна награда компаније припала је изведбом Камра # 9 (Соба бр. 9) на фестивалу одржаном у децембру 2014. године, у Западном Бенгалу, Индија. Такође су награђивнаи за своју допринос миру од стране општине Сантипур. Организација је била део стипендијског програма за развој инклузивне и креативне економије (ДИЦЕ) 2019. године.